# Jukajärvi (sjö i Kouvola, Kymmenedalen)
Jukajärvi är en sjö i kommunen Kouvola i landskapet Kymmenedalen i Finland. Sjön ligger 72,1 meter över havet. Arean är 54 hektar och strandlinjen är 5,32 kilometer lång. Sjön  ingår i Kymmene älvs huvudavrinningsområde.   Den ligger omkring 69 km norr om Kotka och omkring 140 km nordöst om Helsingfors. 